# Herse (księżyc)
Herse (Jowisz L) – mały zewnętrzny księżyc Jowisza. Został on odkryty przez grupę astronomów pod przewodnictwem Bretta J. Gladmana w 2003 roku.
Herse obiega Jowisza ruchem wstecznym, czyli w kierunku przeciwnym do obrotu planety wokół własnej osi. Satelita należy do grupy Karme.
Nazwa została nadana w listopadzie 2009 roku, wcześniej księżyc nosił oznaczenie S/2003 J 17. W mitologii greckiej Herse była córką Zeusa (Jowisza) i Selene.